# مونشي
Munchy Food Industries Sdn Bhd (أو مونشي) هي شركة تصنيع الوجبات الخفيفة في ماليزيا ولها تواجد في أكثر من 60 دولة حول العالم. يقع المقر الرئيسي للمجموعة في باتو باهات ومكتبها الرئيسي في كلاغ. لدى مونشي مكاتب في إيبوه، بتروورث، جوهر بهرو، كوتا بهارو، كوانتان، ملقا، كوتا كينابالو، كوتشينغ ومكاتب دولية في سنغافورة وتايلاند.

## عملية
تظل شركة Munchy Food Industries Sdn Bhd هي المقر الرئيسي للتصنيع والمجموعة للعلامة التجارية Munchy. لدى مونشي فروع في إيبوه، بتروورث، جوهر بهرو، كوتا بهارو، كوانتان، ملقا، كوتا كينابالو، كوتشينغ ومكاتب دولية في سنغافورة وتايلاند وإندونيسيا.

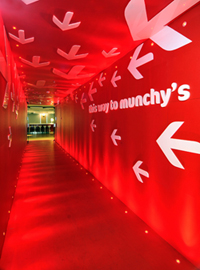
مكتب مونشي في كلاغ

تأسست شركة MunchWorld Marketing Sdn Bhd، باعتبارها الذراع التسويقي لشركة Munchy والموزع الوحيد لمنتجات Munchy's.

### توفر المنتج
- ماليزيا
- الولايات المتحدة
- هونغ كونغ
- إندونيسيا
- اليابان
- العراق
- ليبيا
- السعودية
- المغرب
- لبنان
- مصر
- سوريا
- تونس
- موريشيوس
- نيبال
- سنغافورة
- جنوب إفريقيا
- كوريا الجنوبية
- تايلاند
- تايوان
- البحرين
- منغوليا
- الهند
- اليمن
- الفلبين
- المملكة المتحدة

## روابط خارجية
- لا بيانات لهذه المقالة على ويكي بيانات تخص الفن